# Distrito de Rakai
Rakai es un distrito situado en Uganda, al sur de dicha nación. Como otros distritos de Uganda, se nombra igual que su ciudad capital, la ciudad de Rakai. Este distrito limita al sur con Tanzania. En consecuencia, experimenta mucho tráfico comercial fronterizo. El Distrito de Rakai es uno de los distritos más afectados por el virus del sida. Unas instalaciones de investigación médica se localizan aquí. 
Posee 404.326 habitantes, según cifras del censo llevado a cabo en el ao 2002.
- Datos: Q976873